# Sadler Point
Der Sadler Point ist eine Landspitze an der Danco-Küste des Grahamlands auf der Antarktischen Halbinsel. Er liegt 4 km östlich des Garnerin Point am Ufer der Wilhelmina Bay.
Teilnehmer der Belgica-Expedition (1897–1899) unter der Leitung des belgischen Polarforschers Adrien de Gerlache de Gomery kartierten ihn erstmals. Das UK Antarctic Place-Names Committee benannte ihn 1960 nach dem britischen Luftfahrtpionier James Sadler (1751–1828), der am 4. Oktober 1784 als erster Brite in einem Ballon aufstieg.